# Dasymallomyia klapperichi
Dasymallomyia klapperichi is een tweevleugelige uit de familie steltmuggen (Limoniidae). De soort komt voor in het Palearctisch gebied.